# Downeyite
La downeyite (simbolo IMA: Dny) è un minerale molto raro appartenente alla famiglia degli "ossidi e idrossidi" con composizione chimica SeO2.
Da un punto di vista chimico il minerale è un diossido di selenio.

## Etimologia e storia
La downeyite prende il nome da Wayne F. Downey, Jr. il quale, al tempo studente delle scuole superiori, scoprì il modo per poter conservare correttamente il minerale, fortemente igroscopico.

## Classificazione
La classica nona edizione della sistematica dei minerali di Strunz, aggiornata dall'Associazione Mineralogica Internazionale fino al 2009, elenca la downeyite nella classe "4. Ossidi (idrossidi, V[5,6] vanadati, arseniti, antimoniti, bismutiti, solfiti, seleniti, telluriti, iodati)" e nella sottoclasse "4.D Metallo:Ossigeno = 1:2 e simili"; questa viene più finemente suddivisa in base alle dimensioni dei cationi coinvolti e alla struttura cristallina del minerale, in modo tale da trovare la downeyite nella sezione "4.DE Con cationi di media dimensione; con poliedri vari" dove è l'unico membro del sistema nº 4.DE.05.
Tale classificazione viene mantenuta invariata nell'edizione successiva, proseguita dal database "mindat.org" e chiamata Classificazione Strunz-mindat.
Nella Sistematica dei lapis (Lapis-Systematik) di Stefan Weiß la downeyite si trova nella classe degli "ossidi" e nella sottoclasse degli "ossidi con rapporto metallo:ossigeno = 1:2 (MO2 e composti correlati)". Qui forma il sistema nº IV/D.14 insieme all'anatasio.
Anche la classificazione die minerali secondo Dana, usata principalmente nel mondo anglosassone, elenca la downeyite nella famiglia degli "ossidi e idrossidi"; qui è nella classe degli "ossidi" e nella sottoclasse degli "ossidi semplici con carica cationica 4+ (AO2)" dove insieme alla paratellurite forma il sistema nº 4.4.3.

## Abito cristallino
La downeyite cristallizza nel sistema tetragonale con il gruppo spaziale P42/mbc (gruppo nº 135) con le costanti reticolari a = 8,36 Å, c = 5,06 Å, oltre ad avere 8 unità di formula per cella unitaria.
Studi successivi hanno ridefinito tali parametri, evidenziando la loro leggera variazione in base alla temperatura:
| Parametri                                         | Temperatura |
| ------------------------------------------------- | ----------- |
| a = 8,3218(9) Å, c = 5,0541(6) Å, V = 350,0(1) Å³ | 139 K       |
| a = 8,3622(7) Å, c = 5,0612(5) Å, V = 353,9(1) Å³ | 286 K       |

## Origine e giacitura
La downeyite è un raro prodotto di sublimazione dei gas che fuoriescono attraverso le prese d'aria nei banchi di culmi in combustione attiva nei depositi di carbone di tipo antracite; si forma a circa 200 °C vicino alle prese d'aria; la paragenesi è con selenio nativo, rosickýite e mascagnite.
La downeyite è un minerale molto raro ed è stato trovato solo in Italia nelle fumarole vesuviane e nella sua località tipo nei culmi in combustione attiva di "Forestville Coal" (40.69167°N 76.3°W) nella contea di Schuylkill e a Burnside nella contea di Northumberland (entrambe in Pennsylvania).

## Forma in cui si presenta in natura
La downeyite si presenta di solito come cristalli aciculari o prismatici, lunghi fino a 2 cm, allungati lungo [001]. Il minerale è in generale trasparente, incolore, ma può assumere colorazione rosso brillante se sono presenti inclusioni di selenio, oppure assumere colorazione gialla se sono presenti inclusioni di zolfo. La lucentezza è adamantina e il colore del suo striscio è bianco.